# رافائل یان
رافائل یان (انگلیسی: Rafael Jaén؛ زادهٔ ۳ ژانویهٔ ۱۹۴۸) بازیکن فوتبال اهل اسپانیا است.
از باشگاه‌هایی که در آن بازی کرده‌است می‌توان به باشگاه فوتبال گرانادا اشاره کرد.
وی همچنین در تیم ملی فوتبال اسپانیا بازی کرده‌است.